# 罗宾·韦尔什
罗宾·韦尔什（英語：Robin Welsh，1869年10月20日—1934年10月21日），英国男子冰壶、网球和橄榄球运动员。他曾代表英国获得1924年冬季奥运会冰壶比赛男子团体金牌。他于1934年在苏格兰爱丁堡去世。